# Sorex excelsus
Sorex excelsus е вид бозайник от семейство Земеровкови (Soricidae).

## Разпространение
Видът е разпространен в Китай и Непал.